# Уралтау
Уралта́у (устар. Урал-тау; баш. Урал + тау «гора») или Ура́льский хребе́т — один из самых длинных горных хребтов Южного Урала.

## Этимология
Название имеет тюркское происхождение и упоминается в форме Аралтов ещё в 1672 году, Уралтау состоит из двух слов: тюрк. арал — «остров, островок леса в степи, возвышенность», последнее хорошо подходит к этому сравнительно невысокому хребту, и второе слово тюрк. тау — «гора», которое иногда встречается в искажённом тав, тов (например Саратов). Изначальное арал со временем превратилось в урал и стало применяться ко всей горной системе уральских гор.

## Общие сведения

Стела границы между Европой и Азией на хребте Уралтау на автодороге М5 «Урал» возле г. Златоуст (Челябинская область)

Хребет протянулся на 290 км по территории Баймакского, Бурзянского, Абзелиловского, Белорецкого, Учалинского районов Республики Башкортостан, а также Златоустовского и Миасского городских округов Челябинской области. Ширина хребта составляет от 10 до 20 км в центральной части. Высота его незначительна по сравнению с западными хребтами Урала и в среднем не превышает 1000 метров. Самая высокая вершина Уралтау — гора Арвякрязь (1068 м) в Белорецком районе, название которой происходит от рек Арвяк и Рязь, берущих около нее начало.
Уралтау представляет собой главный водораздел рек Южного Урала, текущих на восток (в реку Урал) и на запад (в реку Белую, которая впадает в Каму). Здесь же берёт начало сама река Урал.
Состав Уралтау заметно отличается от состава западных хребтов, таких как Аваляк, Иремель и др. Хребет сложен преимущественно метаморфическими сланцами и кварцитами, строение по всей длине постоянно. В тектоническом отношении представляет собой Уралтауский антиклинорий. Рельеф хребта сопочно-хребтовый средне- и низкогорный, представлен системой параллельных гряд, увалов и сопок, отделенных друг от друга широкими, мягкоочерченными понижениями. На вершинах поднимаются денудационные останцы в виде скалистых сопок.
В ландшафтах заметно проявление вертикальной дифференциации. Ландшафты северной, высокой части хребта характеризуются светлохвойной тайгой с примесью лиственницы, с пятнами редколесий и горных лугов. Центральная часть характеризуется лесами из сосны и берёзы на дерново-подзолистых и серых лесных почвах. В южной, пониженной и выровненной части хребта преобладают леса из сосны, березы и осины на серых лесных почвах.